# Scaphopoda
Gli Scafopodi (Scaphopoda Bronn, 1862) sono una piccola classe di molluschi marini affini ai Gasteropodi.

## Descrizione
Essi sono caratterizzati da un corpo simmetrico e il sacco dei visceri allungato, leggermente incurvato ma senza avvolgimento a spirale. 
Il mantello e la conchiglia sono cilindrici o tubulari con l'apertura basale più ampia e quella terminale più piccola; il piede è allungato e cilindrico.
Dall'apertura basale della conchiglia, insieme al piede, sporge un ciuffo di cirri filiformi (captacoli) 
che terminano a clava; essi sono portati da due lobi cutanei e fungono da organi tattili o adesivi.
La bocca è munita di radula, di mascelle e ghiandole. 
Il tubo digerente è distinto in un esofago, uno stomaco in cui sbocca l'epatopancreas e in un intestino che termina nella cavità del mantello.
Le branchie sono assenti e la respirazione è cutanea. 
Il cuore è rudimentale, privo di atrio. 
Mancano vasi e la circolazione è puramente lacunare. 
Vi sono due reni privi di nefrostoma e non connessi con la cavità pericardica.
Il sistema nervoso comprende gangli cerebrali, boccali, plurali, pedali e viscerali. 
Mancano occhi e tentacoli, ma sono presenti statocisti e organi gustativi. 
I cirri portano cellule sensitive.
La larva assomiglia alla trocofora.

## Biologia
I rappresentanti di questa classe sono tutti marini: vivono col piede affondato nel fango e con l'apertura della conchiglia rivolta verso l'alto.
Si nutrono prevalentemente di Foraminiferi.
Gli Scafopodi hanno sessi separati; la gonade unica si unisce al rene destro e per mezzo di questo i gameti vengono versati nella cavità del mantello.

## Tassonomia

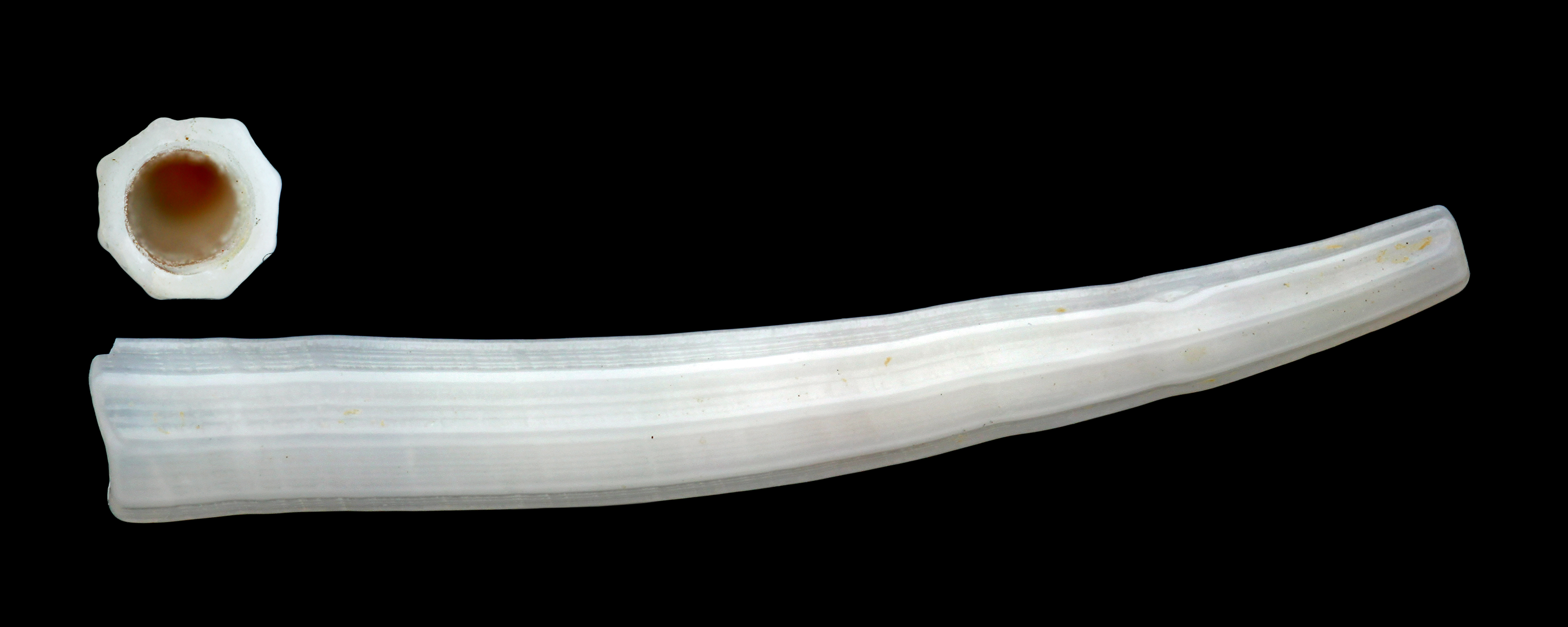
Dentalium octangulatum

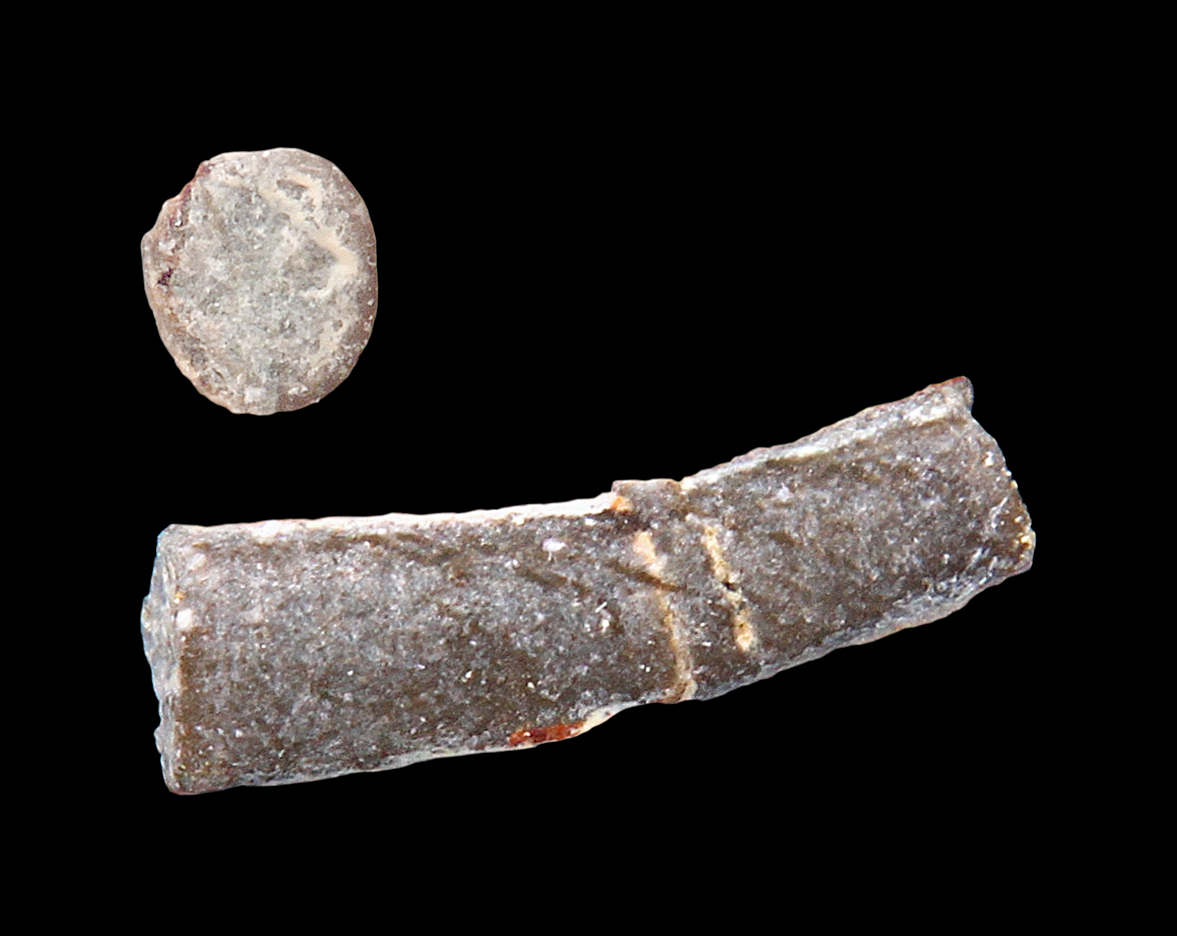
Fossile di Entalis laevis

La classe degli Scaphopodi comprende i seguenti ordini e famiglie::
- ordine Dentaliida da Costa, 1776
  - Anulidentaliidae Chistikov, 1975
  - Calliodentaliidae Chistikov, 1975
  - Dentaliidae Children, 1834 (presente anche nel Mediterraneo con il genere Antalis)[2]
  - Fustiariidae Steiner, 1991
  - Gadilinidae Chistikov, 1975 (presente anche nel Mediterraneo con il genere Episiphon)[2]
  - Laevidentaliidae Palmer, 1974
  - Omniglyptidae Chistikov, 1975
  - Rhabdidae Chistikov, 1975
- ordine Gadilida Starobogatov, 1974
  - sottordine Entalimorpha Steiner, 1992
    - Entalinidae Chistikov, 1979 (presente anche nel Mediterraneo con il genere Entalina)[2]

  - sottordine Gadilimorpha Steiner, 1992
    - Gadilidae Stoliczka, 1868 (presente anche nel Mediterraneo con il genere Cadulus e Dischides)[2]
    - Pulsellidae Scarabino in Boss, 1982 (presente anche nel Mediterraneo con il genere Pulsellum)[2]
    - Wemersoniellidae Scarabino, 1986